# Operacja Anklet
Operacja Anklet, zwana również drugim rajdem na Lofoty – przeprowadzony w grudniu 1941 roku rajd brytyjskich komandosów na znajdującą się pod niemiecką okupacją wyspę Moskenesøya w norweskim archipelagu Lofotów.

## Podłoże operacji
Rajd był jedną z serii brytyjskich operacji przeprowadzonych na norweskim terytorium przez Dowództwo Operacji Połączonych, których celem było zmuszenie Niemców do utrzymywania tam, kosztem innych frontów, nieproporcjonalnie wielkich sił. Pierwszą akcją tego typu był udany rajd na Lofoty, zorganizowany w marcu 1941 roku (operacja Claymore).
Bezpośrednim celem operacji Anklet było odwrócenie niemieckiej uwagi od równolegle przeprowadzonego 750 kilometrów dalej na południe rajdu na Vågsøy (operacja Archery). Brytyjczycy zamierzali dokonać na zachodnim brzegu wyspy Moskenesøya desantu około 300 komandosów z 12 Commando wspomaganych przez norweskich agentów SOE z 1 Samodzielnej Kompanii Norweskiej. Planiści wyznaczyli datę ataku na drugi dzień świąt Bożego Narodzenia, licząc na to, że niewielki niemiecki garnizon wyspy zostanie zaskoczony w trakcie świętowania i stawi słaby opór.

## Przebieg
Transport i wsparcie ogniowe miała zapewnić komandosom brytyjska marynarka wojenna (Royal Navy). Wyznaczony do tego zadania zespół „Z” kontradmirała Hamiltona składał się z lekkiego krążownika HMS „Arethusa”, 8 niszczycieli (w tym polskich ORP „Kujawiak” i ORP „Krakowiak”), 2 norweskich korwet, 4 trałowców i 2 okrętów desantowych. Okręty wyszły w morze 24 grudnia z bazy w Scapa Flow i osiągnęły cel nad ranem 26 grudnia. O godzinie 6.00 w Reine i Moskenes nastąpił desant komandosów pod dowództwem podpułkownika Harrisona. Zgodnie z przewidywaniami Niemcy zostali zupełnie zaskoczeni i bez walki poddali obie osady.
Komandosi zniszczyli dwa nadajniki radiowe, instalacje portowe oraz kilka małych jednostek pływających. W ich ręce wpadł również skład z dużymi zapasami papierosów i francuskiej czekolady, które rozdano lokalnej ludności. W międzyczasie „Arethusa” i niszczyciele, patrolując wody Vestfjordu, natknęły się na niemiecki okręt pomocniczy „Geier” (V5904). Oddział abordażowy z HMS „Ashanti” zdołał zdobyć na jego pokładzie egzemplarz Enigmy, który został później przekazany do Bletchley Park.
Następnego dnia, mimo panującej nocy polarnej, kontrakcję przeprowadziła Luftwaffe. Bomba zrzucona z wodnosamolotu eksplodowała blisko burty „Arethusy”, lekko uszkadzając krążownik. Wkrótce potem, uznając cel misji za wykonany, Brytyjczycy zarządzili odwrót. Oprócz komandosów okręty Hamiltona wzięły na pokład również 29 jeńców, kilku aresztowanych quislingowców oraz ponad 200 norweskich cywilów, którzy w obawie przed niemieckimi represjami zdecydowali się ewakuować do Wielkiej Brytanii. 28 grudnia zespół „Z” powrócił bez strat do Scapa Flow.

## Okręty alianckie[4]
- krążownik lekki HMS „Arethusa”
- niszczyciele: HMS „Ashanti”, „Bedouin”, „Eskimo”, „Somali” (typu Tribal)
- niszczyciele eskortowe: HMS „Wheatland”, „Lamerton”, OORP „Kujawiak”, „Krakowiak” (typu Hunt)
- korwety: KNM „Andenes”, KNM „Soroy” (norweskie)[5] (typu Flower)
- trałowce: HMS „Harrier”, „Halcyon”, „Speedwell”, „Scott”
- okręty desantowe HMS „Princess Charlotte”, „Prince Albert”